# پابلو مارین
پابلو مارین (انگلیسی: Pablo Marín؛ زادهٔ ۳ ژوئیهٔ ۲۰۰۳) بازیکن فوتبال اهل اسپانیا است که در پست هافبک رئال سوسیداد ب بازی می‌کند.
وی همچنین در تیم ملی فوتبال زیر ۱۹ سال اسپانیا بازی کرده‌است.